# Patrekur Jóhannesson
Patrekur Jóhannesson (Reikiavik, 7 de julio de 1972) es un exjugador de balonmano islandés que jugaba como central. Fue uno de los componentes de la Selección de balonmano de Islandia con la que disputó 241 partidos internacionales en los que ha anotó un total de 634 goles.
Con la selección de Islandia consiguió dos cuartos puestos como mejor actuación. El primero en los Juegos Olímpicos de Barcelona 1992, donde tuvo un papel secundario y sólo actuó en dos partidos, y en el Campeonato de Europa de 2002, en el que fue el central titular de su equipo teniendo una muy destacada actuación.
Tras desarrollar su mayor parte de carrera profesional en Alemania y España, retornó a Islandia para jugar sus tres últimas temporadas como jugador en el UMF Stjarnan, el club en el que debutó como jugador. Allí permaneció otras dos temporadas más como entrenador hasta que en 2010 fichó por el TV Emsdetten, que en aquel momento se encontraba en la segunda división alemana.
En 2011 se hizo cargo de la Selección de balonmano de Austria, a la que consiguió clasificar para el Campeonato de Europa de 2014 y para el Campeonato del Mundo de 2015, tras haber fracasado anteriormente en los de 2012 y 2013 respectivamente.

## Familia
Patrekur Jóhannesson es hijo de la periodista islandesa Margrét Thorlacius, mientras que su padre, Jóhannes Sæmundsson (ya fallecido), fue profesor de educación física. Tiene dos hermanos, uno de los cuales, el mayor de ellos, Guðni Thorlacius Jóhannesson, es el 6º y actual Presidente de Islandia. El otro es Jóhannes Thorlacius Jóhannesson, analista de sistemas.

## Equipos

### Jugador
- UMF Stjarnan (1988-1994)
- KA Akureyri (1994-1996)
- TUSEM Essen (1996-2003)
- Club Deportivo Bidasoa (2003-2004)
- GWD Minden (2004-2005)
- UMF Stjarnan (2005-2008)

### Entrenador
- UMF Stjarnan (2008-2010)
- TV Emsdetten (2010-2011)
- Selección de balonmano de Austria (2011-2019)
- Valur Reykjavík (2012-2013)
- Haukar Hafnarfjörður (2013-2015)
- Skjern HB (2019-)

## Palmarés

### Jugador
- Copa de Islandia 1995, 1996

### Entrenador
- Liga de Islandia 2015

## Méritos y distinciones
- Jugador de balonmano del año en Islandia  1996